# MICTOR
MICTOR es el acrónimo de Matched Impedance ConnecTOR. Se trata de un conector para circuitos impresos. Puede ser utilizado para probar tableros.